# Kebet (Bebesen)
Kebet is een bestuurslaag in het regentschap Aceh Tengah van de provincie Atjeh, Indonesië. Kebet telt 893 inwoners (volkstelling 2010).